# 1467 Mashona
1467 Mashona (1938 OE) là một tiểu hành tinh nằm phía ngoài của vành đai chính được phát hiện ngày 30 tháng 7 năm 1938 bởi C. Jackson ở Johannesburg (UO).